# Napomyza humeralis
Napomyza humeralis är en tvåvingeart som beskrevs av Zlobin 1993. Napomyza humeralis ingår i släktet Napomyza och familjen minerarflugor. Inga underarter finns listade i Catalogue of Life.